# Frederic Calland Williams
Sir Frederic Calland Williams (* 26. Juni 1911 in Stockport; † 11. August 1977 in Manchester) war ein englischer Ingenieur.
Er besuchte die University of Manchester und wurde 1936 an der University of Oxford promoviert. Im Zweiten Weltkrieg arbeitete er am Telecommunications Research Establishment an der Entwicklung des Radar. Zusammen mit Tom Kilburn entwickelte er an der Universität Manchester den ersten stored-program computer, der sowohl Programm als auch Daten im gemeinsamen Speicher hält (Von-Neumann-Architektur). Er ist bekannt für die Entwicklung der Williamsröhre und des Computers Manchester Mark I. Von 1946 bis zu seinem Tod 1977 war er an der Universität Manchester Leiter des Electrical Engineering Department, aus dem die Computer Group und später das Department of Computer Science entstanden.
Er war Fellow der Royal Society (1950), erhielt die Hughes-Medaille (1963), die Faraday-Medaille der Institution of Electrical Engineers (1972) und den Pioneer Award der IEEE (1972). An Ehrungen erhielt er auch den OBE (1945), den CBE (1961) und wurde 1976 zum Knight Bachelor geschlagen.